# Angico dos Dias
Angico dos Dias é um distrito de Campo Alegre de Lourdes, no estado da Bahia, Brasil. Situa-se a cerca de 72 quilômetros da sede do município, e a apenas 12 quilômetros da cidade de Caracol, no Piauí. Em 2014, viviam no distrito cerca de trezentas famílias, num total de pouco mais de mil habitantes, com várias comunidades tradicionais de fundo de pasto.
O nome do distrito deriva da primeira família a se fixar no local, os Dias, atraídos pela fertilidade do solo e boa disponibilidade de água.
Hoje Angico dos Dias faz parte do chamado Polígono das Secas, estando sujeito a prolongados períodos de estiagem, encontrando-se em avançado estado de desertificação. Com a maior parte dos rios intermitente e poluída, e solo seco e compacto, a principal atividade econômica local, a agricultura, encontra-se muito dificultada.
A 10 de outubro de 2019, um incêndio atingiu parte da área das comunidades tradicionais de fundo de pasto do território de Angico dos Dias, alastrando-se por uma extensa área, composta por várias espécies da caatinga, como aroeiras, angicos, umbuzeiros, umburanas e caroás. De acordo com Edinei Soares, presidente da Associação de Fundo de Pasto de Angico dos Dias e Açu, “era uma área bem preservada, com madeira nativa de muitos anos, que tínhamos o maior cuidado e o fogo passou devorando tudo”. Segundo os moradores locais, o incêndio terá tido origem criminosa, estando ligado a pessoas envolvidas na tentativa de grilagem de terras das comunidades tradicionais.
Em julho de 2020, Jair Bolsonaro inaugurou a adutora do sistema de abastecimento de água do município responsável pelo abastecimento de Angico dos Dias, parte da obra iniciada no governo de Dilma Rousseff.

## Mineração de fosfato
Neste distrito está localizada a jazida de fosfato mais antiga do país, com cerca de dois bilhões de anos, explorada desde 1996 pela mineradora Galvani. Em 2017, após uma pesquisa de dois anos, a unidade de mineração de Angico dos Dias, da Galvani, aumentou em 4,2% a recuperação mássica de fosfato, otimizando a granulometria das peneiras e grelhas do moinho.
O Instituto Lina Galvani, ligado à empresa Galvani, tem vindo a apoiar a realização de feiras, exposições culturais, atividades gratuitas de esporte, lazer e educação para crianças e adolescentes, assim como ações integradas de promoção da qualidade de vida na terceira idade.

### Explosões
Em 2016, a mineradora Galvani, localizada no território das comunidades tradicionais de fundo de pasto, realizou explosões que provocaram diversos prejuízos aos trabalhadores rurais.
Em 24 e 25 de setembro de 2019, apesar dos protestos da população, a Galvani voltou a realizar explosões no local. Segundo a Associação de Fundo de Pasto de Angico dos Dias e Açu, as explosões da Galvani causaram rachaduras em várias casas e cisternas, espalhando o terror entre a população, além de obrigar ao confinamento dos animais, violando o direito das comunidades tradicionais de fundo de pasto de exercerem seu modo de vida, caracterizado pela criação à solta. Após as primeiras explosões, a comunidade de Angico dos Dias encaminhou uma denúncia ao Ministério Público do Estado da Bahia, esperando que a Galvani seja impedida pelos órgãos competentes de realizar novas explosões.
O tema das explosões em Angico dos Dias foi o mais debatido no Fórum de Entidades Populares de Campo Alegre de Lourdes, realizado a 2 de outubro daquele ano na sede do município. Também o bispo de Juazeiro, Dom Beto Breis, manifestou a sua solidariedade à comunidade, em mensagem divulgada a 4 de outubro seguinte: “denunciando tal situação, colocamo-nos pois ao lado dos moradores das comunidades em situação de medo e sofrendo os efeitos dos impactos ambientais do citado empreendimento suplicamos às autoridades competentes medidas firmes e eficazes no sentido de garantir os direitos das populações locais e, assim, a justa qualidade de vida para todos.”

Na tarde de 24 de abril de 2020, a comunidade tradicional de fundo de pasto Angico dos Dias foi surpreendida com novas explosões da mineradora Galvani, aumentando a insegurança já sentida com a pandemia de Covid-19, também ela derivada sobretudo da circulação de caminhões e trabalhadores da mineradora vindos de outros municípios, em circulação pelo seu território.